# Retortenofen
Ein Retortenofen ist ein Industrieofen, der zum Beispiel bei der Wärmebehandlung von Metallen eine definierte Atmosphäre liefert. 

## Aufbau
Retortenöfen werden in waagerechter und senkrechter Bauart ausgeführt. Durch die Ausrüstung mit einer gasdicht verschlossenen Retorte kann das zu behandelnde Gut ohne Beeinflussung durch den Luftsauerstoff oder Brennerabgase erwärmt werden, durch Zugabe verschiedener gasförmiger oder flüssiger Stoffe kann das Gut zusätzlich in seinen Eigenschaften verändert werden. Die Beheizung erfolgt in der Regel elektrisch durch eine Widerstandsheizung oder durch Gasbrenner.
Ein Retortenofen besteht in der Regel aus folgenden Bauteilen: 
- das Ofengehäuse,
- die Auskleidung aus Keramikfasern oder feuerfestem Material,
- die Beheizungseinrichtung (Gasbrenner oder elektrische Heizwendeln),
- die gasdichte Retorte aus warmfestem Stahl,
- ein entsprechend ausgebildeter Retortendeckel,
- ein Umwälzaggregat,
- eine Versorgungsstation zur Zufuhr von Schutzgasen und anderen Gasen/Flüssigkeiten,
- ggf. eine Vakuumpumpe zur Evakuierung der Retorte

## Anwendung von Retortenöfen
- Metalle
  - Nitrieren
  - Aufkohlen
  - Anlassen
  - Pulvermetallurgie
- Glas/Keramik
- Löten
- Recycling
- Holzkohleherstellung